# شعشاع
شعشاع إحدى قرى مركز أشمون التابع لمحافظة المنوفية بجمهورية مصر العربية، ومن أعلامها عبد الفتاح الشعشاعي شيخ عموم المقارئ المصرية، وولده إبراهيم الشعشاعي.

## السكان
بلغ عدد سكان شعشاع 8,288 نسمة، منهم 4235 رجل و4053 إمرأة، حسب الإحصاء الرسمي لعام 2006.